# Archäologischer Datenexport-Standard

ADeX-Logo und Grundstruktur

Der Archäologische Datenexport-Standard (Eigenschreibweise Archäologischer DateneXport, abgekürzt ADeX) ist ein von einer Kommission bei den Landesarchäologen entwickeltes Datenaustauschformat, mit dessen Hilfe essentielle Attribute archäologischer Fundstellen (z. B. Lokalisierung, Datierung, Befundansprache usw.) zwischen Institutionen der archäologischen Denkmalpflege sowie Personen und Institutionen der archäologischen Forschung (Studierende, Forschungsinstitute, Museen usw.) standardisiert ausgetauscht werden können.

## Organisation
Die Kommission „Archäologie und Informationssysteme“ des Verbandes der Landesarchäologen in Deutschland hat sich im März 2005 zum ersten Mal getroffen. Sie dient als Plattform zum Austausch von Informationen und Erfahrungen sowie zur Vorbereitung von Standards beim Einsatz Geografischer Informationssysteme. Eine Arbeitsgruppe innerhalb der Kommission, die Modellierungsgruppe, befasst sich mit technischen und inhaltlichen Voraussetzungen für einen Austausch von georeferenzierten archäologischen Fachdaten.  

## Abgrenzung und Ziele
Im Gegensatz zu der sehr komplexen internationalen Ontologie CIDOC Conceptual Reference Model (CRM) zum Austausch von Daten des kulturellen Erbes ist ADeX ein sehr einfaches Format, das sich auf archäologische Fachdaten mit Raumbezug beschränkt. Die erste ADeX-Version entstand in enger Anlehnung an den älteren internationalen Standard ObjectID, ist aber bewusst noch einfacher gehalten. 
Diese Entwicklung soll in entsprechende Dateninfrastrukturbestrebungen der Bundesrepublik Deutschland sowie auf europäischer Ebene eingebettet werden (GDI, INSPIRE). Eine Anmeldung des Standards bei INSPIRE ist erfolgt. Die Wort-/Bildmarke ADeX ist markenrechtlich geschützt. 

## Flächenarten
Der Datenaustausch beschränkt sich (derzeit) auf Archäologieflächen, d. h. abgegrenzte Flächen im Gelände, an denen mindestens ein archäologisch qualifiziertes bzw. relevantes Ergebnis vorliegt/vorgelegen hat oder vermutet wird.
In Zukunft soll das Format erweitert werden, so dass auch Schutzflächen und Untersuchungsflächen ausgetauscht werden können. Die Schutzfläche ist eine Fläche, die nach dem jeweiligen Landesgesetz unter Schutz gestellt ist oder für die ein Antrag auf Unterschutzstellung erfolgt ist, eventuell ist dieser jedoch noch nicht (vollständig) bearbeitet worden. Zusätzlich hat die Modellierungsgruppe Untersuchungsflächen definiert, eine solche Fläche umschließt den Bereich, der archäologisch beobachtet wurde. 

## Versionen
Veröffentlicht wurden bisher die ADeX-Versionen 1.1 und 1.2. Die Version 1.2 bietet gegenüber 1.1 zusätzliche Felder, überarbeitete Begriffslisten, neue Länderkürzel sowie eine zusammengefasste und überarbeitete Dokumentation. 
In den Versionen 1.x werden Flächen nur durch einen zentralen Punkt bzw. das umschreibende Rechteck dargestellt. Damit ist das Format in Version 1.x nur für Überblickskartierungen geeignet.
Das Austauschformat soll schrittweise erweitert werden. Für Version 2 geplant ist u. a. der Austausch genauer Abgrenzungen der Flächen in den in Geoinformationssystemen üblichen Formaten (ESRI shape; MapInfo Interchange Format (MIF/MID)). Außerdem soll zukünftig eine Erweiterung für den Austausch von Schutzflächen geschaffen werden. Zudem sollen die verbindlichen Begriffslisten, die Begriffe für die Datierung und die Befundansprache von archäologischen Fundplätzen festlegen, feiner strukturiert werden.  

## Dateiformat und Felder
In Version 1 werden die ADeX-Daten im CSV-Format ausgetauscht. Die Datentabelle enthält die archäologischen Fachdaten, eine optionale Begriffstabelle erläutert die Begriffe und gibt zusätzliche Informationen zu den Feldeintragungen in der Datentabelle. Die Feldnamen sind kurz gehalten, damit sie beim Import in das shape-Format nicht abgeschnitten werden.
Die Datenfelder der Datentabelle gliedern sich in drei Bausteine:

### Baustein Generelle Angaben
Der Baustein "Generelle Angaben" umfasst allgemeine Angaben wie den Denkmalnamen und rechtliche Hinweise.
- Im Feld ADEX_ID wird eine eindeutige Bezeichnung des aktuellen Datensatzes erwartet, diese setzt sich aus einem Länderkürzel und dem eindeutigen Bezeichner beim Datengeber zusammen.
- Im Feld BEZEICHNG kann eine textliche kurze Bezeichnung der Fundstelle gespeichert werden, z. B. Motte Husterknupp, Haus Meer.
- Das Feld FLAECH_ART enthält in der ersten ADeX-Version den Text "Archäologiefläche", bei späteren Versionen sind hier ggf. die Begriffe "Schutzfläche" bzw. "Untersuchungsfläche" vorgesehen.
- Die Felder ERFASS_DAT und AENDER_DAT speichern das Erfassungsdatum bzw. das Datum der letzten Änderung am Datensatz.
- Im Feld ANSPRECHP kann der Ansprechpartner für wissenschaftliche Fragen zu dem aktuellen Datensatz benannt werden.
- Zusätzlich kann im Feld DAT_QUELLE angegeben werden, aus welcher Datenbank beim Datengeber der aktuelle Datensatz stammt, dies ist z. B. wichtig, wenn für Luftbildbefunde eine getrennte Datenbank geführt wird.
- Im Feld BERECHTIG können spezielle Einschränkungen der Rechte für den aktuellen Datensatz aufgeführt werden.
- Der Copyright-Inhaber sollte in das Feld COPYRIGHT eingetragen werden.
- Das Feld ZUSATZ wurde für Informationen geschaffen, die in keinem der anderen Datenfelder untergebracht werden können.

### Baustein Georeferenz
Der zweite Baustein beinhaltet Daten zu Lage und Ausdehnung der Fläche.
- Das Feld KOO_REFSYS enthält den EPSG Code zur eindeutigen Bezeichnung der Projektion
- Die Koordinatenfelder X_KOORD, Y_KOORD, X_VON, Y_VON, X_BIS, Y_BIS beschreiben den Fundstellenmittelpunkt (X_KOORD, Y_KOORD) und optional das umschreibende Rechteck (X_VON, Y_VON, X_BIS, Y_BIS) der Fundstelle.
- Im Feld GENAUIGK wird die Genauigkeit der Koordinatenangaben in Meter erwartet (im Sinne eines mittleren Fehlers).
- Textliche Angaben zur Genauigkeit sind im Feld GENAUIGK_T möglich.
- Die eindeutige Kennziffer der Gemeinden in Deutschland sollte im Feld GDE_KENN gespeichert werden.
- Das Feld GDE_NAME speichert den Namen der Gemeinde.

### Baustein Typ/Zeit
Im dritten Baustein werden Angaben zu Datierung und Ansprache der Fundstelle festgehalten. Für die Befundansprache (Typ) und die Datierung (Zeit) sind jeweils drei Felder vorgesehen. 
- Im ersten Feld (TYP_GROB bzw. DAT_GROB) wird ein Eintrag aus einer bundesweit einheitlichen groben Begriffsliste erwartet (z. B. TYP_GROB: Siedlung, DAT_GROB: Römische Kaiserzeit). Die Eingabe eines Begriffs ist Pflicht.
- Das zweite Feld (TYP_FEIN bzw. DAT_FEIN) bietet die Möglichkeit, genauere Begriffe aus dem beim Datenlieferanten verwendeten Thesaurus anzugeben (z. B. TYP_FEIN: Vicus, DAT_FEIN: Römisch, 1.–3. Jh.).
- Im jeweils dritten Feld (TYP_ERLAEU bzw. DAT_ERLAEU) können zusätzliche textliche Angaben zur Befundansprache und Datierung festgehalten werden, z. B. Quellenangaben zur Datierung.

## ADeX in der Anwendung
Datengeber haben die Möglichkeit, eine von ihnen erzeugte ADeX-Datei mit Hilfe eines PC-Programms zu testen, um festzustellen, ob der Standard eingehalten wurde. Für Datennehmer wurden Anleitungen erarbeitet, die den Import von ADeX-Daten nach Excel, MapInfo, gvSIG und ESRI-Software beschreiben. 